# Мартин, Уильям Макчесни
Уильям Макчесни Мартин младший (17 декабря 1906, Сент-Луис — 28 июля 1998, Вашингтон) — 9-й глава (1951—1970) Федеральной резервной системы, во времена Трумена — Эйзенхауэра — Кеннеди — Джонсона — Никсона.
Уильям Мартин родился в семье Уильяма Мартина-старшего и Ребекки Вудс. В 1913 году его отец Мартин-старший был призван Президентом Вудро Вильсоном оказать помощь в разработке закона о Федеральном резерве. В дальнейшем отец Уильяма Мартина-младшего служил главой Федерального резервного банка Сент-Луиса.
Окончил Йельский и Колумбийский университеты.